# Dries Devenyns
Dries Devenyns (Lovaina, Flandres, 22 de julho de 1983) é um ciclista belga, membro da equipa Deceuninck-Quick Step.

## Biografia
Brilhante corredor amador, Dries Devenyns ganhou o campeonato da Bélgica Contrarrelógio na categoria sub-23 em 2005, e a seguir em 2006, na categoria amador. Também é ganhador da Volta à Bretanha nesse ano. Membro da equipa Beveren 2000, converteu-se num estagiário (estagiaire) do Davitamon Lotto ao final da temporada, e foi membro oficial da equipa Predictor Lotto em 2007.
O seu primeiro ano profissional é interrompido por uma queda na sua primeira corrida, a Étoile de Bessèges, o que lhe provoca uma fratura do radial. Depois quando estava a treinar após a lesão, foi atropelado por uma camioneta sofrendo uma hemorragia cerebral, ainda que regressou à competição em junho.
Em 2008, terminou oitavo no Volta à Turquia e na Ster Elektrotoer. Em 2009, uniu-se ao Quickstep. Destaca como um bom corredor completo em montanhas e vales. Está muito ativo nas Clássicas das Ardenas atacando em três corridas, mas só pôde ser décimo-sexto da Flecha Valona. Também terminou décimo-sexto da Volta ao País Basco. Participou no seu segundo Giro d'Italia, mas não conseguiu ganhar uma etapa apesar da sua tentativa na 17.ª etapa e terminou 95.º na geral. Após os campeonatos da Bélgica, que fez uma boa Volta à Áustria, onde ganhou a quinta etapa e terminou 13.º na geral.

## Palmarés
- 2006
- Tour de Bretanha, mais 2 etapas
  - 1 etapa do Tríptico das Ardenas
  - 1 etapa do Tour dos Pirenéus

- 2009
  - 1 etapa da Volta à Áustria

- 2016
- Grande Prêmio Ciclista a Marsellesa
- Volta à Bélgica, mais 1 etapa
- Tour de Valônia, mais 1 etapa

- 2020
- Cadel Evans Great Ocean Road Race[3]

## Resultados em Grandes Voltas e Campeonatos do Mundo
| Corrida            | Corrida            | 2006 | 2007 | 2008  | 2009 | 2010  | 2011 | 2012 | 2013 | 2014 | 2015 | 2016  | 2017 | 2018 | 2019 | 2020 | 2021  |
| ------------------ | ------------------ | ---- | ---- | ----- | ---- | ----- | ---- | ---- | ---- | ---- | ---- | ----- | ---- | ---- | ---- | ---- | ----- |
|                    | Giro d'Italia      | —    | —    | 117.º | 95.º | —     | —    | —    | —    | —    | —    | —     | 89.º | —    | —    | —    | —     |
|                    | Tour de France     | —    | —    | —     | —    | 144.º | 46.º | 68.º | —    | Ab.  | —    | —     | —    | —    | 97.º | 90.º | 135.º |
|                    | Volta a Espanha    | —    | —    | —     | —    | —     | —    | —    | —    | —    | —    | 101.º | —    | 94.º | —    | —    | —     |
| Mundial em Estrada | Mundial em Estrada | —    | —    | —     | —    | —     | —    | Ab.  | —    | —    | —    | —     | —    | —    | —    | —    | —     |

-: não participa

Ab.: abandono

## Equipas
- Davitamon/Predictor/Silence (2006-2008)
  - Davitamon-Lotto (2006)
  - Predictor-Lotto (2007)
  - Silence-Lotto (2008)
- Quick Step/Omega Pharma (2009-2013)
  - Quick Step (2009-2011)
  - Omega Pharma-Quick Step (2012-2013)
- Team Giant-Shimano (2014)
- IAM Cycling (2015-2016)
- Quick Step (2017-)
  - Quick-Step Floors (2017-2018)
  - Deceuninck-Quick Step (2019-)